# 가죽스타킹 이야기

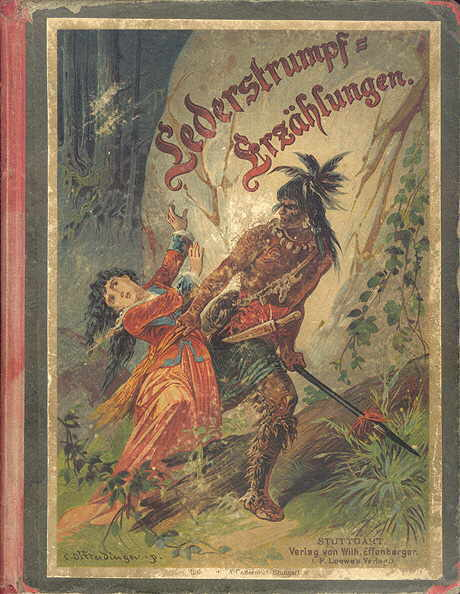
커버 일러스트, 칼 오프테르딩거 작품, 제임스 페니모어 쿠퍼스의 가죽스타킹 이야기의 어린이용

가죽스타킹 이야기(영어: Leather-stocking Tales)는 미국의 소설가 제임스 페니모어 쿠퍼(James Fenimore Cooper)(1789년-1851년)의 작품 시리즈 중 하나이다. 가죽스타킹 이야기는 5개의 소설을 엮은 것이다.

## 작품 해설
이 시리즈에 속하는 5개의 작품은 다음과 같다.(년도는 출간 년도)
- 1823년 《개척자》 (The Pioneers)
- 1826년 《모히칸족의 최후》 (The Last of the Mohicans)
- 1827년 《대평원》 (The Prairie)
- 1840년 《탐험자 혹은 길잡이》 (The Pathfinder)
- 1841년 《사슴 사냥꾼 혹은 밀렵자》 (The Deerslayer)

미국의 독립선언 이후, 미국에는 그들의 문학으로 국민 문학이 아직 미비하다는 판단이 팽배했다. 따라서 미국인들은 국가적 성격을 드러내는 문학, 즉 국가적인 문학이 아닌 우주적인 문학의 관점에 집중하기 시작했다. 19세기 초 주요 작가 중의 한 명인 제임스 페니모어 쿠퍼는 미국 전체를 대변하길 원하는 작가였다. 그의 작품 중 상당수가 뉴욕을 배경으로 하고, 미국인을 주인공으로 하는 특징을 갖고 있다. 또한 그는 미국 사회의 좋은 점을 확인함과 동시에 나쁜 점이라 생각되는 것은 신랄하게 비판하기도 했다.
《가죽스타킹 이야기》는 모두 5개의 작품으로 이루어져 있으며 모든 시리즈에서 ‘내티 범포’(Natty Bumppo) 또는 ‘호크아이’ 라는 인물이 등장한다. ‘내티 범포’는 황원의 사나이이며 당대의 전형적인 개척자의 모습을 보여주는 인물이다. 따라서 일반적으로 대니얼 분의 실생활의 영향을 받았거나, 적어도 일부가 영향을 받았다고 믿어진다. 예를 들어 그는 숲에서 사냥을 하는 방법과 같이 삶에 필요한 기술을 모두 알고 있다. 가끔 자연과 깊은 사랑에 빠지기도 하고, 자연이 파괴되는 점을 두려워하기도 한다. 또한 인디언들을 포함하여 모든 사람들에 대한 그의 동정심은 유별나다. 백인과 인디언 사이의 인종 갈등은 19세기 말 무렵까지 미국 전반적인 문제점이었는데 쿠퍼(Cooper)는 이 시리즈를 통해서 여러 지방에서의 모험과 끊임없는 인종 갈등에 대한 주제를 다룬다. 이에 따라 백인과 인디언들의 전투 장면을 소설에 가득 채웠다. 그러나 작품의 캐릭터들과 작가 모두 인디언들을 배척하는 사람들에게 비난을 받기도 했다.
쿠퍼는 인디언들을 대부분 매우 용감한 캐릭터로 그렸다. 일반석으로 그는 인디언들은 두 가지로 분류했는데 내티의 가장 친한 친구로 등장하는 ‘웅카스’(Uncas) 와 ‘칭가치국’(Chingachgook)처럼 좋은 면모를 지닌 인디언은 충성스럽고 애정이 깊은 캐릭터로 등장한다. 반면 나쁜 면모를 지닌 인디언 들은 진실성이 없으며 악으로 가득 차 있다고 표현된다.

## 줄거리
| 출간일 | 배경시대 | 제목                                                   | 부제                                               |
| ------ | -------- | ------------------------------------------------------ | -------------------------------------------------- |
| 1823   | 1793     | 개척자 (The Pioneers)                                  | The Sources of the Susquehanna; A Descriptive Tale |
| 1826   | 1757     | 모히칸족의 최후 (The Last of the Mohicans)             | A Narrative of 1757                                |
| 1827   | 1804     | 대평원 (The Prairie)                                   | A Tale                                             |
| 1840   | 1750s    | 탐험자 혹은 길잡이 (The Pathfinder, or The Inland Sea) | The Inland Sea                                     |
| 1841   | 1744     | 사슴 사냥꾼 혹은 밀렵자 (The Deerslayer)               | The First War Path                                 |

### 1권: 개척자 (The Pioneers) (1823년)
서부로 이동하던 미국의 탐험 시절을 그린다.
쿠퍼의 유명한 가죽스타킹 이야기 시리즈의 첫 번째 소설이다. 주인공 내티 범포는 매번 가죽양말을 입고 나오기 때문에 가죽양말 시리즈라는 별명이 붙여졌다.백인과 인디언 사이의 인종적 분쟁을 진보적인 태도로 일관하며 단순한 인디언 혐오자들을 거부하고 그러한 인간들을 최악의 미국인들로 보고있다. 쿠퍼에게 인디언들은 선하거나 악하거나 모두 용감하며 이로 인해 그가 "고귀한 야만인(noble savages)"으로 인디언들을 잘못 보고 있다는 비판도 받았다. 시간이 지날수록 쿠퍼는 인디언들을 백인들의 미대륙 개척이 진행될수록 파괴되고 희생당해 사라져가는 인종으로 연민을 담은 시각으로 바라보았다. 특히 이 개척자 이야기는 내티의 노년을 다루고 있으며 그와 칭가치국은 주정뱅이가 되어 예전에 영광과 위엄을 잃었다. 칭가치국이 임종을 맞이하기전에 그의 옛 종교로 돌아가는 모습에서 다시 위엄을 뒤찾는다. 개척지의 삶과 계절에 대한 아름다운 묘사로 가득하다.
더 자세히 줄거리를 살펴보면, 전체적으로 개척자들은 자연과 문명과 원시림과 정착 그리고 자연권과 공동체법 사이의 대립과 조화라는 미국법의 기본주제를 정면으로 다룬 작품이다. 이 소설의 주요 무대는 정착자들이 건설한 소읍 템플턴이다. 여기에서 소설의 두 주인공인 자연의 개척자 내티 범포와 템플 판사의 정의관이 정면으로 부딪힌다. 템플 판사가 읍과 법제도를 건설하기 이전에 내티 범포는 “자유롭게” 자연을 정복, 이용할 수 있었다. 누구나 능력이 있다면 야생동물을 잡을 권리가 있고 자신이 공들여 잡은 동물은 당연히 자신의 소유라는 그의 정의관은 공동체의 법질서의 대변인인 템플 판사의 철퇴를 맞는다. 판사의 눈에 비친 범포의 행위는 인류의 공동유산인 자연에 대한 살육이었다. 그래서 정의와 질서란 명목하에 이를 막아야 하는 것이다. 그러나 실제로 판사가 정의를 빌미로 수호한 것은 인류 전체의 공동의 이익이 아니라 법을 움직이는 세도가들의 사적 이익에 불과했다.
이 소설을 통해서 쿠퍼는 자연에서 문명으로, 자연적 질서에서 인위적 법질서로의 이행을 불가피한 역사의 발전으로 수용하면서도 이 과정에서 상실되는 인간의 순수를 안타까워한다. 도입부에서 쿠퍼는 소설 속의 사건이 발생한 후 30여 년이 경과한 뒤인 1823년의 템플턴 읍의 모습을 그린다. 많은 계곡과 시내 위에 세워진 “아름답고도 근면한 마을”과 “청결하고도 안락한 농원”은 인간 공동생활의 질서가 이상적으로 자리잡은 곳으로 묘사되고 있다. 이러한 이상향이 건설된 것은 천혜의 자연 때문이 아니라 “주민 모두가 공동체의 번영에 직접적인 이해관계와 책임이 있음을 확신하며 주민 모두가 공동체의 핵심요원이 되는 온화한 법의 지배의 덕’이라고 쿠퍼는 말하고 있다.

### 2권: 모히칸족의 최후 (The Last of the Mohicans) (1826년)
다섯 가지 소설 중 미국에서 가장 유명한 소설에 속한다. 이 소설에서는 내티(Natty)의 젊은 시절을 그린다.
재미있는 이야기로 액션으로 가득 차있다. 등장인물들은 죄수들과 싸우기도 하고 탈출하기도 하며 구출하기도 한다.

#### 전체적인 줄거리
모히칸 족에 길러진 호크아이(Hawkeye)는 어렸을 때 살해당한 식민지 영국인의 아들이다. 호크아이는 쇠망해가는 모히칸족의 추장 칭가치국과 그의 아들인 웅카스에 의해 키워진다. 여러 가지 많은 지도를 통한 삶으로 호크아이는 원주민들의 기술과 미덕을 배우게 된다. 영국과 프랑스 사이의 전쟁이 일어나게 되자, 호크아이는 어느 쪽에도 완전히 동화되지 않는 자신의 위치를 알게 된다. 땅과 부족을 잃은 칭가치국은 웅카스와 호크아이를 데리고 허드슨 계곡에서 사냥을 하고, 후에 후일의 켄터키인 칸-투-키로 가서 겨울을 지낸다. 그동안, 아버지를 찾아가는 코라 먼로(Cora Munro)와 엘리스 먼로(Alice)는 던칸 헤이워드(Heyward) 소령이 지휘하는 부대와 동행을 하게 되고 마구아(Magua)라는 의심스러운 안내인을 따라 숲 속으로 들어간다. 프랑스 편이었던 마구아는 그들을 함정으로 몰아넣고 먼로 자매는 호크아이, 웅카스, 칭가치국에게 구조된다. 목적지인 윌리암 헨리 요새로 가는 과정으로 그 후 며칠간 벌어지는 비극적이고 감동적인 사건들이 펼쳐진다.

##### 전쟁의 주된 이유
비버 모피와 북아메리카의 침엽수림 때문이었다. 18세기 제국주의로 인해 유럽강국들의 식민지를 건설했고, 오스트리아와 프로이센 간의 분쟁이던 ‘오스트리아 왕위 계승 전쟁’시 영국-오스트리아, 프랑스-프로이센 구도는 영국과 프랑스간의 대립이 악화되는 상황으로 이어진다. 북아메리카 내에는 에스파냐, 영국, 프랑스 이렇게 삼국의 세력이 존재하였다. 후에 뉴잉글랜드 지대의 식민지들의 대규모 이민 등으로 인구가 급격히 증가했고 정착지의 확대가 시급해졌다. 그래서 퀘벡에서 오하이오에 이르는 긴 미개쳑 지대에서 영국과 프랑스 간의 갈등이 심각해지게 되었다.
이 전쟁은 ‘프랑스-인디언 전쟁’이라고 부르긴 하지만, 인디언들을 영국편과 프랑스편으로 나누었고 결국엔 인디언들끼리 싸우게 만든 전쟁이다.

##### 전쟁의 결과
영국의 세금수입이 증가하고 무역시장의 확충이 이루어졌고 미국의 독립으로까지 이어지는 중요한 요소였다. 윌리엄 피트가 조장한 애국심과 낭만주의를 기반으로 영국내 정체성의 강한 확립이 되었고 이는 영국 제국주의의 근간을 마련했다. 전쟁 당시 자기네들의 삶의 터전을 놓고 싸움을 벌였던 영국 식민지인들에게 영국인들과는 다른 무언가가 확립되었고 10년 후 새로운 국가탄생의 기반을 확립했다. 이것이 미국이다. 그러나 인디언 문제도 계속 도래되었다. 뉴잉글랜드 정착민들의 서부 진출로인한 인디언들과의 토지분쟁이 일어나면서 영국의 세금, 식민지의 세금, 가톨릭교회 교세 확장에 대한 반발 등으로 골이 더 깊어지게 되었다.

### 3권: 대평원 (The Prairie) (1827년)
내티가 80대의 늙은이로 등장한다. 그는 용감한 노인, 영웅적인 인물이다. 쿠퍼는 신대륙에 도착한 정착민들을 이끌어가는 이야기로 내티를 모세처럼 묘사한다. 그가 사랑하고 아끼는 숲과 자연은 모두 깔끔한 농지가 되어 버렸다. 나약한 모습을 보여주며, 문명을 거스르는 일을 두려워 하지만 결국 극복하여 용감한 내티로 살아간다.

### 4권: '탐험자' 혹은 '길잡이' (In The Pathfinder) (1840년)
독자는 다시 내티의 젊은 시절을 접하게 된다. 내티의 젊은 시절로 돌아와 마벨 둔함(Mabel Dunham)이라는 여인과 결혼을 하기로 하지만 다시 황무지인 생활로 돌아가는 내티의 사랑과 불모지의 영웅 모습을 보여준다. 쿠퍼는 내티를 숲 속에서의 '불모지의 철학자'처럼 말하는데, 이는 마벨에게는 매력적이었으나 이 글의 대화 부분은 종종 신랄하게 비판받는 부분이다.

### 5권: '사슴 사냥꾼' 혹은 '밀렵자'(The Deerslayer) (1841년)
내티의 20대 초반 모습을 그린다. 내티는 처음으로 인디언을 죽이는 모습을 보인다. 그의 내면의 본질적인 선량함은 허리 헤리(Hurry Harry)와 토마스 헌터(Thomas Hutter)와 같은 인디언 혐오자들의 악함과는 대조된다. 소설의 끝부분에서 내티는 15년 뒤 과거에 사랑했던 소녀를 만났던 자리로 돌아간다. 그러나 오직 빛 바랜 리본만을 발견할 뿐이다. 독자는 과거 네티의 슬픈 감정을 공유할 수 있다.